# Johann Löhn

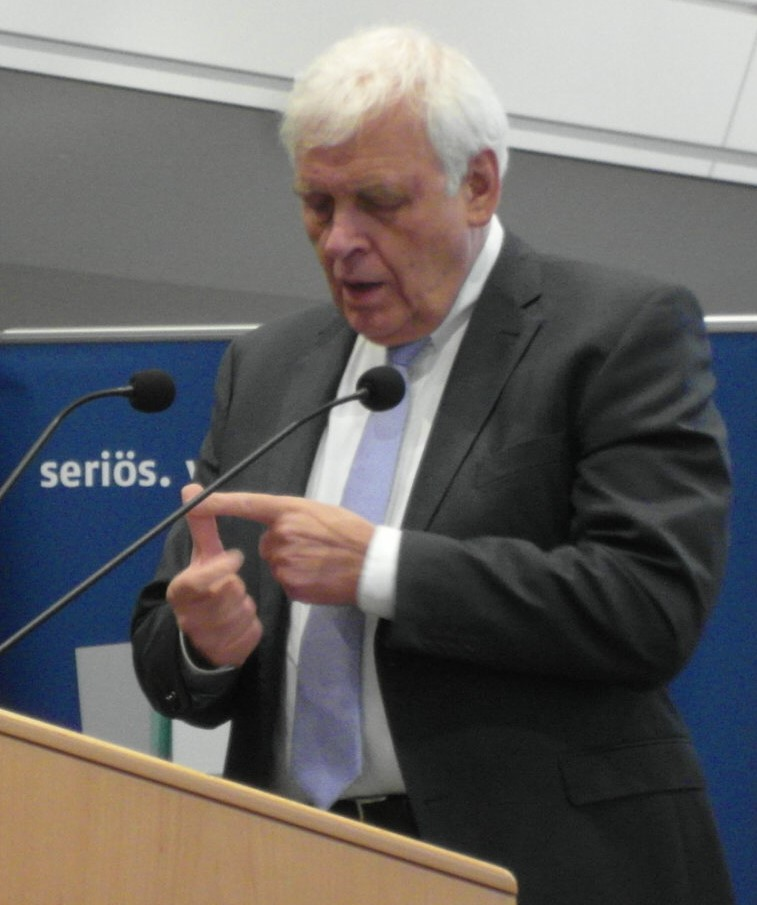
Johann Löhn auf dem Steinbeis-Tag in Stuttgart (2013)

Johannes „Johann“ Löhn (* 16. Dezember 1936 in Holvede) war von 1983 bis 2004 Vorstandsvorsitzender der Steinbeis-Stiftung und war bis 30. September 2018 Präsident der Steinbeis-Hochschule Berlin. Er ist weiterhin Ehrenkurator der Steinbeis-Stiftung.

## Leben
Löhn wurde 1936 in der Nähe von Hamburg geboren. Sein Abitur legte er am Braunschweig-Kolleg ab. 1967 schloss er das Studium der Physik an der Universität Hamburg mit dem Diplomgrad ab. Es folgte eine wissenschaftliche Assistenz an der Universität Hamburg und diverse Industrietätigkeiten. 1969 wurde er mit einer Arbeit über Die Kristallstruktur von Li2Cu (C2O4)26H2O und die Deutung der Struktur C2O4 in den Oxalaten zum Doktor der Dr. rer. nat. an der Universität Hamburg promoviert.
1972 wurde er Professor für Informatik an der Fachhochschule Furtwangen (FHF, heute Hochschule Furtwangen). Von 1973 bis 1977 war er dort Prorektor, ab 1977 Rektor der FHF und leitete in dieser Funktion 1982 auch den Arbeitskreis Technologietransfer der Forschungskommission Baden-Württemberg. Aus dieser Tätigkeit und der Leitung eines sogenannten technischen Beratungsdienstes an der FHF heraus entwickelte Löhn das integrative Modell des unternehmerischen Technologietransfers als eigenständige, privatwirtschaftliche Aufgabe. Vor diesem Hintergrund ernannte der damalige baden-württembergische Ministerpräsident Lothar Späth 1983 Löhn zum Regierungsbeauftragten für Technologietransfer in Baden-Württemberg.
Am 1. April 1983 wurde Löhn Vorstandsvorsitzender der Steinbeis-Stiftung für Wirtschaftsförderung und führte ab 1998 auch die Steinbeis GmbH & Co. KG für Technologietransfer bis 2004. Er war bis 30. September 2018 Präsident der Steinbeis-Hochschule Berlin, die 1998 von ihm gegründet wurde. Die Leitung übernahm Jürgen Abendschein. Als Würdigung seines Engagements vergibt die Steinbeis-Stiftung seit 2004 jährlich den Löhn-Preis für herausragende Projekte im Technologietransfer.

## Auszeichnungen
- 1996: Bundesverdienstkreuz am Bande
- 2001: Bundesverdienstkreuz I. Klasse
- 2001: Ehrendoktorwürde der Bulgarischen Akademie der Wissenschaften
- 2003: Ehrendoktorwürde der Technischen Universität Moldau (TUMD)
- 2004: Ehrendoktorwürde der Technischen Universität Bukarest
- 2008: Verdienstmedaille des Landes Baden-Württemberg
- 2018: Ehrenmedaille der Steinbeis-Stiftung